# DVD-Video
DVD-Video es un formato de video, más usado en todo el mundo, para el almacenaje de vídeo digitales en DVD. Los discos que usan la especificación DVD-Video necesitan de una unidad de DVD y un decodificador MPEG-2 (por ejemplo, un reproductor de DVD o una unidad de DVD de computadora con un software de reproducción de DVD). Las películas en DVD comerciales son codificadas usando una combinación de video MPEG-2 comprimido y audio de formatos diversos (normalmente, multicanal 5.1 para Dolby Digital y DTS, y 2.0 para audio MPEG y LPCM). Por lo común, la tasa de datos de las películas en DVD varían de los 3 a los 9.5 Mbit/s y la tasa de bits es adaptativa.

## Video data
Para grabar video digital, DVD-Video utiliza la compresión H.262/MPEG-2 Part 2 a una velocidad de hasta 9,8 Mbit/s (9.800 kbit/s) o la compresión MPEG-1 Part 2 a una velocidad de hasta 1,856 Mbit/s (1,856 kbit/s). DVD-Video admite video con una profundidad de bits de 8 bits por color, codificado como YCbCr con muestreo de crominancia 4:2:0.
Los siguientes formatos están permitidos para video H.262/MPEG-2 Part 2:
A una velocidad de visualización de 25 fotogramas por segundo, entrelazado o exploración progresiva (comúnmente utilizado en regiones con frecuencia de exploración de imagen de 50 Hz, compatible con analógico 625 líneas PAL/SECAM):
- 720 × 576 píxeles (resolución D-1, relación de aspecto 4:3 o 16:9)
- 704 × 576 píxeles (resolución 4CIF, relación de aspecto 4:3)
- 352 × 576 píxeles (resolución de Disco de Video de China, relación de aspecto 4:3)
- 352 × 288 píxeles (resolución CIF, relación de aspecto 4:3)

A una velocidad de visualización de 29,97 fotogramas por segundo, entrelazado o exploración progresiva (comúnmente utilizado en regiones con frecuencia de exploración de imagen de 60 Hz, compatible con analógico 525 líneas NTSC):
- 720 × 480 píxeles (resolución D-1, relación de aspecto 4:3 o 16:9)
- 704 × 480 píxeles (resolución 4SIF, relación de aspecto 4:3)
- 352 × 480 píxeles (resolución de Disco de Video de China, relación de aspecto 4:3)
- 352 × 240 píxeles (resolución SIF, relación de aspecto 4:3)

Los siguientes formatos están permitidos para video MPEG-1:
- 352 × 288 píxeles a 25 fotogramas/segundo, progresivo (resolución CIF/VCD, relación de aspecto 4:3)
- 352 × 240 píxeles a 29,97 fotogramas/segundo, progresivo (resolución SIF/VCD, relación de aspecto 4:3)

El formato MPEG-1 Part 2 no admite video entrelazado. El formato H.262/MPEG-2 Part 2 admite tanto contenido entrelazado como progresivo, y puede manejar diferentes velocidades de fotogramas que las mencionadas anteriormente mediante el uso de pulldown. Esto se utiliza comúnmente para codificar contenido a 23,976 fotogramas/segundo para reproducirlo a 29,97 fotogramas/segundo.
Para el video, se suele utilizar el formato MPEG-2 con una resolución de 720x480 píxeles (para NTSC) y 720x576 (para PAL), usando una tasa de bits promedio de alrededor de 5 Mbps (en modo bitrate variable, que distribuye los bits disponibles según la complejidad de cada fotograma). La tasa máxima permitida es de 9,8 Mbit/s, que rara vez se utiliza por razones prácticas. La mayoría de las editoras de DVD comerciales suelen utilizar valores máximos de 7,8 a 8,5 Mbps. Es posible utilizar un modo especial llamado "16:9 anamórfico" que codifica una película panorámica utilizando toda la resolución disponible; de hecho, la inmensa mayoría de películas en formato panorámico en DVD están codificadas de esta forma, sin grabar las barras negras como si fuera parte de la imagen; aprovechándose así toda la resolución. Tan solo se añade la barra negra necesaria para llenar la imagen hasta un formato 16:9 (en caso de películas con relación de imagen superior a 16:9, como las de formato 21:9 que suelen abundar en el cine actual).

## Audio data
Los datos de audio en una película DVD pueden tener el formato Linear PCM, DTS, MPEG o Dolby Digital (AC-3). En países que usan el estándar NTSC, cualquier película debería contener una pista de sonido en formato PCM o Dolby AC-3, y cualquier reproductor NTSC debe soportar ambos; todos los demás formatos son opcionales. Esto asegura que cualquier disco compatible con el estándar puede ser reproducido en cualquier reproductor compatible con el estándar. La vasta mayoría de lanzamientos NTSC comerciales utilizan audio AC-3.
En países que usan el estándar PAL, la norma establece que los DVD-Video deben contener al menos una pista de audio en formato PCM, MP2 o AC-3, y todos los reproductores PAL deben soportar estos tres formatos. Aunque DTS es opcional, muchos reproductores antiguos no lo soportan. Solo PCM y DTS admiten una tasa de muestreo de 96 kHz.
Los formatos de audio permitidos oficialmente en DVD-Video son:
- PCM: tasa de muestreo de 48 kHz o 96 kHz, 16 o 24 bits, de 2 a 6 canales, hasta 6.144 kbit/s.
- AC-3: tasa de muestreo de 48 kHz, de 1 a 5.1 canales, hasta 448 kbit/s.
- DTS: tasa de muestreo de 48 kHz o 96 kHz, configuraciones de canales de 2.0, 2.1, 5.0, 5.1 y 6.1, con tasas de bits específicas.
- MP2: tasa de muestreo de 48 kHz, de 1 a 7.1 canales, hasta 912 kbit/s.

Los DVD pueden contener más de una pista de audio junto con el contenido de vídeo, con un máximo de ocho pistas simultáneas. Esto se utiliza comúnmente para diferentes formatos de audio, como DTS 5.1 o AC-3 2.0, así como para comentarios y pistas de audio en diferentes idiomas. Con varios canales de audio en el DVD, el cableado necesario puede ser complicado. Muchos sistemas incluyen un conector digital opcional para esta tarea. La señal de audio elegida se envía en su formato original para decodificarse por el equipo de audio. También se puede utilizar el conector HDMI ARC para transportar el audio de manera digital.
El video es otro asunto que continúa presentando problemas. Varios reproductores ofrecen solamente video analógico, el video compuesto en un RCA y el S-Video en el conector estándar. Sin embargo, ninguno de estos conectores fue diseñado para usar video progresivo, así que ha empezado a surgir otro conjunto de conectores en la forma de video de componentes, que mantiene los tres componentes del video, una señal de luminosidad y dos de diferencias de color, como se guarda en el mismo DVD, en cables completamente separados. El tema de los conectores es confuso ya que se utiliza un gran número de diferentes conectores físicos en diferentes modelos de reproductores, RCA o BNC  (conector de cable coaxial), cables VGA. No existe ninguna estandarización al respecto. En Europa, el sistema de conexión más extendido es la utilización de Euroconectores, que transportan una señal compuesta Y/C (S-Video), y/o señal de video analógica RGB entrelazada, así como dos canales de sonido analógico, todo ello en un único y cómodo cable. La señal analógica por componentes ofrece una calidad de video muy superior al S-Video, idéntica al video por componentes YPbPr sin problemas de conversión o de ruido. Sin embargo, las señales de RGB analógico y S-Video no se pueden transportar simultáneamente por el mismo cable debido a que ambas utilizan los mismos pines con propósitos diferentes, y normalmente es necesario configurar manualmente los conectores. En varios reproductores más nuevos el problema fue resuelto con el conector HDMI, que permite transmitir la señal de video y audio de forma completamente digital en un solo cable, ofreciendo la mejor calidad sin ninguna pérdida ni degradación.
Los DVD-Video también pueden incluir una o más pistas de subtítulo en diversos idiomas, incluyendo aquellas creadas para personas con deficiencias auditivas parciales o totales. Los subtítulos son almacenados como imágenes de mapa de bits con fondo transparente, sobreimpresas al video durante la reproducción. Están contenidos en el archivo VOB del DVD, y restringidos a usar sólo cuatro colores (incluyendo la transparencia) y por ende suelen lucir mucho menos estilizados que los grabados en la película. 
Los DVD-Video pueden contener capítulos para facilitar la navegación, pudiéndose acceder a ellos sin necesidad de pasar previamente por todas las escenas anteriores. Y, si el espacio lo permite, pueden contener distintas versiones de una misma escena llamadas ángulos. Esto se utiliza en ocasiones en una escena en la que aparece un texto escrito para que el texto pueda verse en diferentes idiomas sin tener que recurrir a los subtítulos.
Una de las mayores ventajas de los DVD-Video es que su gran capacidad permite incluir una amplia gama de extras además de la película, como por ejemplo documentales sobre el rodaje, entrevistas, pistas de audio con comentarios sobre la película que se sincronizan con ella, material descartado, etc.
Cada DVD-Video tiene asignado un código de región para administrar el contenido de cada DVD según zonas geográficas.

## Velocidad de bits
Los discos DVD-Video tienen una velocidad de transferencia bruta de 11,08 Mbit/s, con una compensación de 1,0 Mbit/s, lo que deja una velocidad de transferencia efectiva de 10,08 Mbit/s. De esta cantidad, hasta 3,36 Mbit/s se pueden utilizar para subtítulos, y un máximo de 10,08 Mbit/s se puede dividir entre audio y video, con un máximo de 9,80 Mbit/s para video solo.

### Multiples Ángulos
En el caso de múltiples ángulos, los datos se almacenan de forma intercalada, lo que implica una penalización en la velocidad de transferencia, lo que lleva a un máximo de 8 Mbit/s por ángulo para compensar el tiempo adicional de búsqueda. Este límite no es acumulativo, por lo que cada ángulo adicional todavía puede tener hasta 8 Mbit/s de velocidad de transferencia disponible.

### Codificación de Video
Los videos codificados profesionalmente tienen un promedio de velocidad de transferencia de 4-5 Mbit/s, con un máximo de 7-8 Mbit/s en escenas de alta acción. La codificación a menos de la velocidad de transferencia máxima se realiza típicamente para permitir una mayor compatibilidad entre los reproductores y para ayudar a prevenir problemas de buffer en el caso de discos sucios o rayados.

### Superbit
En octubre de 2001, Columbia TriStar Home Entertainment (actualmente Sony Pictures) lanzó "Superbit", una línea premium de títulos DVD-Video con velocidades de transferencia promedio más cercanas a 6 Mbit/s. La calidad del audio también se mejoró con la inclusión obligatoria de pistas de audio surround Dolby Digital y DTS 5.1. Se eliminaron múltiples idiomas, ángulos y pistas de audio adicionales para liberar más espacio para el título principal y asegurar la tasa de datos más alta posible. La línea Superbit se descontinuó en enero de 2007.

## Almacenamiento lógico Algoritmun Físico.
Los archivos y sus respectivas extensiones de archivo de un DVD-Video son:
- AUDIO_TS (audio title set): se usa para el sonido del DVD. En la práctica, esta carpeta suele venir vacía.
- VIDEO_TS (video title set): se usa para almacenar la información de video. Habitualmente, la parte sonora del contenido del disco suele venir también incluida en esta carpeta.
- VOB (Video Objects): contiene varias cadenas multiplexadas todas juntas: video, audio y subtítulos. Cada archivo VOB no puede superar el gigabyte de tamaño, así que si una trascodificación de un video a VOB hace que supere este tamaño se crea un nuevo archivo que pertenece a la misma película. Estos archivos se van numerando, por ejemplo, en el video número uno de un DVD se llamaría así trascodificado; VTS_01_0 y por cada parte más el último número aumentaría (VTS_01_1, VTS_01_2, VTS_01_3, etc.)
- IFO (information): los archivos IFO dan al reproductor información importante para la navegación en el DVD, como dónde empiezan los capítulos, dónde se localiza una cadena de audio o subtítulos, etc. Estos archivos no están cifrados.
- BUP (BackUP): son copias de seguridad de los archivos IFO.

- Datos: Q1063273